# Karang Timur
Karang Timur is een bestuurslaag in het regentschap Tangerang van de provincie Banten, Indonesië. Karang Timur telt 17.930 inwoners (volkstelling 2010).